# يولكوناك- بشيري
يولكوناك (بالكردية: Hicrê) هي قرية تقع في قضاء بشيري بمحافظة باطمان في تركيا. يسكن القرية أكراد ينتمون إلى قبيلة ريشكوتان، وبلغ عدد سكانها 71 نسمة حسب إحصاءات عام 2021. يقطن القرية كل من المسلمين والإيزيديين معًا.

## المراجع

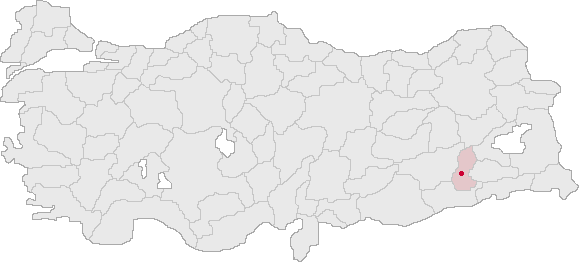
ولاية بطمان الواقعة أقصى جنوب شرق تركيا في منطقة كردستان تركيا.